# Petar Šimac
Petar Šimac (Sinj, 3. srpnja 1936. − Split, 27. kolovoza 2017.), general-bojnik Hrvatske vojske

## Životopis
Rodio se je u Sinju 3. srpnja 1936. godine. U rodnom je gradu pohađao osnovnu školu i gimnaziju. Vojnopomorsku akademiju završio je 1959. godine te 1969. godine Višu vojnopomorsku akademiju. Službovao je sedamnaest godina na brodovima JRM-a. Sljedećih četrnaest godina radio je u zapovjedništvu Vojnopomorske oblasti u Splitu. Umirovio se je 1988. godine u činu kapetana bojnog broda.
Prije početka Domovinskog rata angažirao se na obrani Hrvatske. Potajice je početkom 1990. godine kontaktirao s hrvatskim ministrom obrane Martinom Špegeljem. Pripremali su formiranje vojnih postrojbâ. Od 21. prosinca 1990. stavio se je na raspolaganje Ministarstvu obrane RH. Sudionik sastanka 28. travnja 1991. godine na kojem se je odlučilo stvoriti Četvrtu gardijsku brigadu. 19. srpnja je na prijedlog Mladena Bujasa imenovan za zapovjednika obrane sjeverne i srednje Dalmacije. Rujna 1991. godine vodio je akciju Zelena tabla – Male Bare u kojoj su razoružane vojarne JNA u Pločama i okolici te zaplijenjena vrijedna vojna oprema. Iste godine sudjelovao na pregovorima. S Ratkom Mladićem pregovarao o puštanju zarobljenih hrvatskih vojnika te poslije o predaji sinjskih vojarnâ. Siječnja 1992. umirovljen je u činu general-bojnika.
Osim po vojničkoj karijeri, poznat je i u športskim krugovima. Cijeli je život bio u športu. Predsjedavao je splitskim Jedriličarskim klubom "Mornarem" i zatim Splitskim športskim savezom. Kao poduzetnik bio vlasnik tvrtke "Gradska sigurnost".
Pokopan je 28. kolovoza na Lovrincu.

## Odlikovanja
Odlikovan je ovim odličjima:
- 2000.: Red Nikole Šubića Zrinskog, za junački čin u ratu
- 2011.: Red kneza Domagoja